# Johann Konrad Sigismund Topp

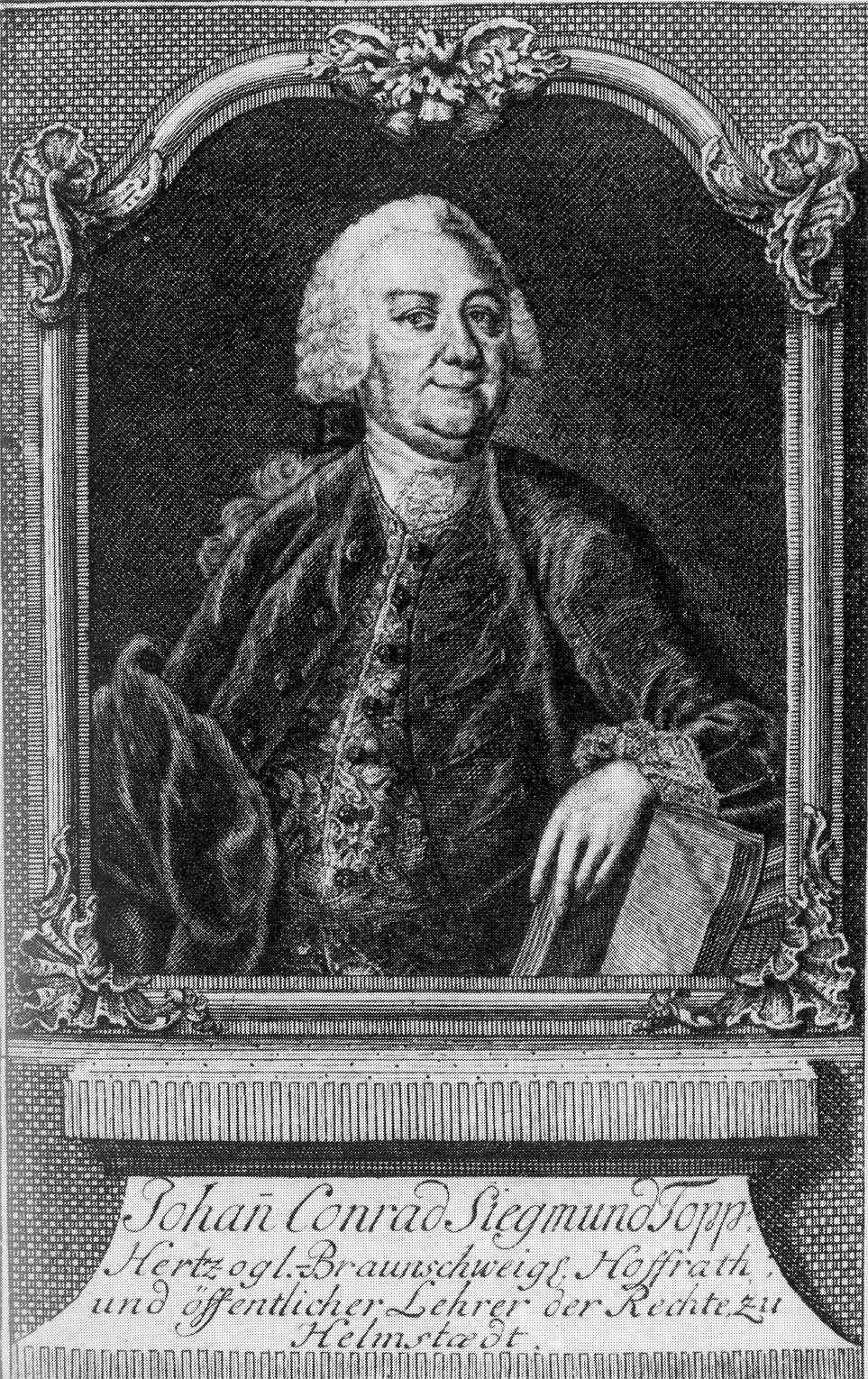
Johann Konrad Siegmund Topp

Johann Konrad Sigismund Topp (* 18. Dezember 1692 in Ilten; † 25. Februar 1757 in Helmstedt) war ein deutscher Rechtswissenschaftler und Professor der Universität Helmstedt.

## Leben
Johann Konrad Sigismund Topp wurde in Ilten bei Sehnde im heutigen Niedersachsen als Sohn des Predigers Gottschalk Topp geboren. In den Jahren 1709 bis 1711 besuchte er die Klosterschule in Ilfeld. 1711 schrieb sich Topp zum Studium der Rechtswissenschaft in die Matrikel der Universität Jena ein.
Im Jahr 1715 ließ er sich als Anwalt in Celle nieder und wurde dort 1719 außerordentlicher Sekretär des Oberappellationsgerichts. Für die ihm dort zur Ausbildung unterstellten jungen Juristen entwickelte Topp eigene Lehrschriften und Tabellenwerke, um ihnen das Studium der Rechtswissenschaft zu erleichtern. Im Jahr 1743 lehnte er eine Stelle am Hofgericht Hannover ab und folgte 1748 einem Ruf als Professor der Universität Helmstedt.
In seiner Tätigkeit als Professor konzentrierte sich Topp besonders auf die Funktion des Hochschullehrers und die Ausbildung der Studenten. Die Kollegen der Fakultät, insbesondere der Kirchenhistoriker und Professor der Rechte Johann Georg Pertsch (1694–1754), führten dagegen massive Beschwerde über die Qualität seiner wissenschaftlichen Arbeiten. Topp wurde daher durch die Hochschule von der Aufgabe der Erstellung von Rechtsbescheiden und Gutachten befreit und dafür 1753 mit der Aufsicht über das Waisenhaus und das Convictorium beauftragt.
Am 25. Februar 1757 starb Topp an einem Schlagfluss. Johann Konrad Sigismund Topp war zweimal verheiratet und hinterließ eine Tochter aus erster Ehe und zwei Töchter und vier Söhne, darunter den Arzt Johann Friedrich Julius Topp, aus seiner zweiten Ehe.
Topp, der zu den Anhängern des Naturrechtlers Christian Wolff zählte, verfasste vorwiegend juristische Lehrbücher für den Studienbetrieb.

## Werke (Auswahl)
- Deutlicher Unterricht von den in Teutschland üblichen Rechten nebst einer Tabelle von der Historie der Rechtsgelahrtheit, Dresden 1742
- Unterricht von den Lehn-Rechten, samt den dazu gehörigen Tabellen des Breviarii, Halle 1752
- Systematischer und prakt. Unterricht zu leichter Erlernung der Rechte, Helmstedt 1756
- Vollständiger Unterricht über die gemeinen Rechte nebst beygefügten Tabellen, Halle 1781